# Republikánus Nemzeti Bizottság
A Republikánus Nemzeti Bizottság (angolul Republican National Committee, RNC) politikai testület, az Amerikai Egyesült Államok Republikánus Pártja országos vezetősége. 
A párt politikai programjának kidolgozása és népszerűsítése a feladata, és ez a testület felelős a pártműködés finanszírozásához szükséges pénz előteremtéséért és a választási stratégia megalkotásáért is. Ez a bizottság hívja össze és menedzseli a Republikánus Nemzeti Konvenciót.
Hasonló, alacsonyabb szintű bizottságok léteznek minden amerikai államban és a legtöbb megyében is, bár egyes államokban a párt kongresszusi körzetek alapján szerveződik. 
Az RNC jelenlegi elnöke Michael Whatley és Lara Trump.
Demokrata párti megfelelője a Demokrata Nemzeti Bizottság.